# Ginástica nos Jogos Olímpicos de Verão de 1952
A ginástica nos Jogos Olímpicos de Verão de 1952 foi realizada em Helsinque, na Finlândia, com quinze eventos: oito masculinos e sete femininos. Todos os eventos foram disputados no Finnish Fair entre 19 e 24 de julho de 1952. O local de competições ficava a 400 metros do Estádio Olímpico e hoje chama-se Töölön kisahalli.

## Eventos
Ginástica artística
Quinze conjuntos de medalhas foram concedidos nos seguintes eventos:
- Equipes masculinas
- Individual geral masculino
- Solo masculino
- Salto sobre o cavalo masculino
- Cavalo com alças
- Argolas
- Barra fixa
- Barras paralelas

- Equipes femininas
- Individual geral feminino
- Solo feminino
- Salto sobre o cavalo feminino
- Trave feminino
- Barras assimétricas feminino
- Aparelhos portáteis feminino

## Medalhistas
Masculino
| Evento                    | Ouro | Prata | Bronze |
| ------------------------- | --- | --- | --- |
| Equipes detalhes          | Vladimir Belyakov Iosif Berdiev Viktor Chukarin Evgeny Korolkov Dmitri Leonkin Valentin Muratov Mikhail Perelman Grant Shaginyan URS União Soviética | Hans Eugster Ernst Fivian Ernst Gebedinger Jack Günthard Hans Schwarzentruber Josef Stalder Melchior Thalmann Jean Tschabold SUI Suíça | Paavo Aaltonen Kalevi Laitinen Onni Lappalainen Kaino Lempinen Berndt Lindfors Olavi Rove Heikki Savolainen Kalevi Viskari FIN Finlândia |
| Individual geral detalhes | Viktor Chukarin URS União Soviética | Grant Shaginyan URS União Soviética | Josef Stalder SUI Suíça |
| Solo detalhes             | Karl Thoresson SWE Suécia | Jerzy Jokiel POL Polônia Tadao Uesako JPN Japão                                                                                        | nenhum |
| Salto detalhes            | Viktor Chukarin URS União Soviética | Masao Takemoto JPN Japão | Takashi Ono JPN Japão Tadao Uesako JPN Japão                                                                                             |
| Barra fixa detalhes       | Jack Günthard SUI Suíça | Josef Stalder SUI Suíça Alfred Schwarzmann GER Alemanha                                                                                | nenhum |
| Cavalo com alças detalhes | Viktor Chukarin URS União Soviética | Grant Shaginyan URS União Soviética | Evgeny Korolkov URS União Soviética |
| Barras paralelas detalhes | Hans Eugster SUI Suíça | Viktor Chukarin URS União Soviética | Josef Stalder SUI Suíça |
| Argolas detalhes          | Grant Shaginyan URS União Soviética | Viktor Chukarin URS União Soviética | Dmitri Leonkin URS União Soviética Hans Eugster SUI Suíça                                                                                |

Feminino
| Evento                       | Ouro | Prata | Bronze |
| ---------------------------- | --- | --- | --- |
| Equipes detalhes             | Nina Bocharova Polina Danilova Medea Dzhugeli Maria Gorokhovskaya Ekaterina Kalinchuk Galina Minaicheva Galina Shamrai Galina Urbanovich URS União Soviética | Margit Korondi Ágnes Keleti Edit Perényiné-Vásárhelyi Olga Tass Erzsébet Gulyásné Köteles Mária Zalainé Kövi Andrea Bodó Irén Daruháziné-Karcsics HUN Hungria | Eva Věchtová Alena Chadimová Jana Rabasová Božena Srncová Hana Bobková Matylda Šínová Věra Vančurová Alena Reichová TCH Checoslováquia                        |
| Individual geral detalhes    | Maria Gorokhovskaya URS União Soviética | Nina Bocharova URS União Soviética | Margit Korondi HUN Hungria |
| Solo detalhes                | Ágnes Keleti HUN Hungria | Maria Gorokhovskaya URS União Soviética | Margit Korondi HUN Hungria |
| Salto detalhes               | Ekaterina Kalinchuk URS União Soviética | Maria Gorokhovskaya URS União Soviética | Galina Minaicheva URS União Soviética |
| Trave detalhes               | Nina Bocharova URS União Soviética | Maria Gorokhovskaya URS União Soviética | Margit Korondi HUN Hungria |
| Barras assimétricas detalhes | Margit Korondi HUN Hungria | Maria Gorokhovskaya URS União Soviética | Ágnes Keleti HUN Hungria |
| Aparelhos portáteis detalhes | Karin Lindberg Gun Röring Evy Berggren Göta Pettersson Ann-Sofi Colling-Pettersson Ingrid Sandahl Hjördis Nordin Vanja Blomberg SWE Suécia                   | Maria Gorokhovskaya Nina Bocharova Galina Minaicheva Galina Urbanovich Polina Danilova Galina Shamrai Medea Dzugeli Ekaterina Kalinchuk URS União Soviética   | Margit Korondi Ágnes Keleti Edit Perényiné-Vásárhelyi Olga Tass Erzsébet Gulyásné Köteles Mária Zalainé Kövi Andrea Bodó Irén Daruháziné-Karcsics HUN Hungria |

## Quadro de medalhas
| Ordem | País                | Medalha de ouro | Medalha de prata | Medalha de bronze |    |
| ----- | ------------------- | --------------- | ---------------- | ----------------- | -- |
| 1     | URS União Soviética | 9               | 11               | 2                 | 22 |
| 2     | SUI Suíça           | 2               | 2                | 3                 | 7  |
| 3     | HUN Hungria         | 2               | 1                | 5                 | 8  |
| 4     | SWE Suécia          | 2               |                  |                   | 2  |
| 5     | JPN Japão           |                 | 2                | 2                 | 4  |
| 6     | GER Alemanha        |                 | 1                |                   | 1  |
| 6     | POL Polônia         |                 | 1                |                   | 1  |
| 8     | TCH Checoslováquia  |                 |                  | 1                 | 1  |
| 8     | FIN Finlândia       |                 |                  | 1                 | 1  |
| TOTAL | TOTAL               | 15              | 18               | 14                | 47 |